# Kosznajderia

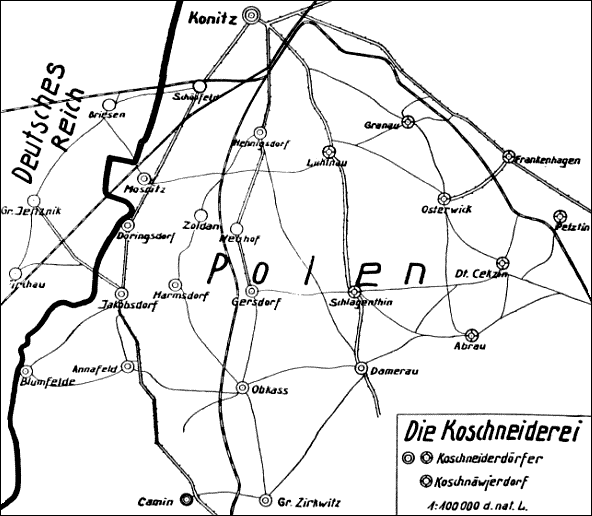
Joseph Rink : Die Koschneiderei (1926).

Kosznajderia (en allemand Koschneiderei) est la dénomination non officielle d’une étendue de territoire située au sud-est de la ville de Chojnice (allem. Konitz), dans le nord-ouest de la Pologne. Jusqu’à la fin de la Deuxième Guerre mondiale, la région était dans une large mesure habitée de populations de langue allemande.

## Histoire
À partir du début du XIVe siècle, l’ordre Teutonique s’efforça, dans le cadre de la colonisation germanique de l'Europe orientale, d’amener des colons allemands à s’établir dans la région. Furent ainsi fondés les villages de Frankenhagen, Osterwick, Petztin, Deutsch Cekzin, Granau, Lichnau et Schlagenthin. Après que les territoires à l’ouest de la Vistule eurent été échus, aux termes du deuxième traité de Thorn de 1466, au royaume de Pologne, les habitants allemands de ces villages, s’ils devinrent certes des sujets polonais, étaient assujettis à un droit particulier. Dans la deuxième moitié du XVe siècle, Jacob von Osnabrück, conseiller municipal à Konitz et futur maire de cette ville, sut inciter de nombreux nouveaux colons de sa région d’origine, la principauté épiscopale d'Osnabrück, à venir s’installer dans la zone. Les habitants des nouveaux bourgs (Gersdorf, Harmsdorf, Jakobsdorf, Sternberg, Damerau, Groß Zirkwitz, Obkas, Mosnitz, Henningsdorf et Döringsdorf) étaient alors également désignés par Koschneider.
De 1772 à 1918, la région appartint au royaume de Prusse, et de 1918 à 1920 à l’État libre de Prusse, la Kosznajderia faisant alors partie de l’arrondissement (Landkreis) de Konitz, dans le district (Regierungsbezirk) de Marienwerder, au sein de la province prussienne de Prusse-Orientale.
À la suite du traité de Versailles, entré en vigueur le 10 janvier 1920, l’arrondissement de Konitz fut rattaché à la République de Pologne, en tant que Powiat Chojnicki (arrondissement de Chojnice) de la voïvodie de Pomérélie. Dans le sillage de l’occupation allemande de la Pologne, l’arrondissement de Chojnice alla faire partie, le 26 novembre 1939, au titre de Landkreis Konitz, de l’arrondissement de Danzig, dans le Reichsgau nouvellement créé de Danzig-Prusse occidentale du Reich allemand. Au printemps 1945, le territoire de l’arrondissement passa sous occupation de l’Armée rouge pour réintégrer ensuite la République polonaise. Aujourd’hui, l’arrondissement de Konitz est une subdivision de la voïvodie de Poméranie de la république de Pologne.

## Parler
Le parler des anciens habitants allemands de la Koschneiderei était une variété de bas-allemand appartenant au sous-groupe poméranien oriental. Si ce parler apparaissait, à l’intérieur de toute la région et au-delà, comme relativement homogène, nonobstant quelques disparités de langage d’un village à l’autre, il s’écartait en tout état de cause considérablement des dialectes moyen- ou haut-allemands des régions limitrophes. Onomatopées et expressions imagées témoignaient d’un authentique fonds linguistique bas-allemand, lequel se manifestait également par nombre de proverbes, tournures de phrase, chansons, contes et légendes. Dans son roman les Années de chien, l’écrivain Günter Grass met en scène plusieurs personnages natifs de la Koschneiderei et fournit quelques échantillons de ce parler.

## Villages
La Kosznajderia comprenait les villages suivants (appellations polonaises, suivies entre parenthèses de leurs équivalents allemands) :
- Angowice (Henningsdorf)
- Dąbrówka (Damerau)
- Doręgowice (Döringsdorf)
- Duża Cerkwica (Groß Zirkwitz)
- Gmina Ciechocin (Deutsch Cekzin)
- Granowo (Granau)
- Obrowo (Abrau)
- Jerzmionki (Harmsdorf)
- Jerzmionki (Jakobsdorf)
- Lichnowy (Lichnau)
- Moszczenica (Mosnitz)
- Niwy (Blumfelde)
- Nowa Wieś (Annafeld)
- Obkas (Obkas)
- Ogorzeliny (Gersdorf)
- Ostrowite (Osterwick)
- Piastoszyn (Petztin)
- Silno (Frankenhagen)
- Sławęcin (Schlagenthin)

## Églises
La Kosznajderia comptait cinq églises paroissiales (à Dąbrówka/Damerau, Silno/Frankenhagen, Ogorzeliny/Gersdorf, Lichnowy/Lichnau et Ostrowite/Osterwick) et cinq églises secondaires (à Gmina Ciechocin/Deutsch Cekzin, Sławęcin/Schlagenthin, Obkaß, Duża Cerkwica/Groß Zirkwitz et Moszczenica/Mosnitz).

## Étymologie
Le nom Koschneiderei surgit pour la première fois en 1830, en référence toutefois à une époque remontant à 1484. Il s’agit en l’espèce des formes Koschnäwen et Koschnäwjen, la première désignant la population, la seconde le pays. Plus tard, en 1854, après que cette désignation bas-allemande eut été acclimatée en haut-allemand, elle apparut pour la première fois sous ses formes Koschneider et Koschneiderei,.
À ce jour, l’origine et la signification du terme Koschneider/Koschneiderei n’ont pu être établies avec certitude, et la dénomination a donné lieu à plusieurs interprétations plus ou moins fantaisistes, dont Kopfschneider (coupeur de tête) ou Kuhschneider (coupeur de vache) ne sont que quelques exemples. À défaut de preuve scientifique irréfutable sur l’origine du nom, il y eut quand même quelques tentatives d’élucidation, dont en particulier celle de Paul Panske, qui, sur la base d’une charte de 1484 disposant que le staroste polonais dénommé Koschnewski, originaire de Tuchola, avait autorité sur la région considérée, postule que la population du ressort de ce staroste serait venue à être désignée par gens de Kosznewski, à partir de quoi se serait ensuite développé le nom Koschnäwjer. 
D’autres hypothèses étymologiques ont été formulées, dont les suivantes : 
Le terme dériverait du vocable polonais kosa = ‘faux’ et żniwiarz = ‘faucheur, moissonneur’, les voisins polonais ayant avisé que les Allemands de la région étaient de véritables paysans sans cesse occupés à fouiller la terre.
Une autre théorie tient que le terme Koschneiderei proviendrait du mot allemand kouzen, signifiant ‘papoter, jacasser’.

## Personnalités
- Augustinus Rosentreter (Obrowo/Abrau, 1844 – Pelplin, 1926), évêque de Pelplin
- Joseph Rink ( Mosnitz/Moszczenica, 1878 – Küstrin, 1945), historien catholique, enseignant et professeur d’université, docteur en théologie et auteur
- Paul Panske (Granowo/Granau, 1863 – Pelpin, 1936), chanoine de la cathédrale de Pelplin, auteur de nombreuses monographies sur la Kosznajderia
- Johann Schweminski (Lichnowy/Lichnau, 1812 – Poznań, 1874), professeur de l’enseignement supérieur, auteur et scientifique